# Kanonenfutter
Kanonenfutter ist eine umgangssprachliche, geringschätzige Bezeichnung für verlustreich eingesetzte Soldaten. Sie werden in einem Krieg von der eigenen Führung rücksichtslos gegenüber der feindlichen Waffenwirkung eingesetzt, gleichsam als geringwertiges „Menschenmaterial“ und meist im Interesse „übergeordneter“ taktischer oder strategischer Ziele. Dabei ist das Eintreten hoher Verluste im Voraus abzusehen und wird in Kauf genommen.
Im deutschen Sprachgebrauch etablierte sich der Begriff endgültig zur Zeit des Ersten Weltkriegs, vor allem wegen der überragenden Rolle der Artillerie im Stellungskrieg und den Materialschlachten der Jahre 1914 bis 1918. Metaphorisch werden die Soldaten als „Futter“ der gegnerischen Kanonen bzw. Waffen bezeichnet. Insbesondere auf die Infanterie traf der Begriff zu, da sie die Hauptlast des Kampfes tragen musste und als „schlachtentscheidende“ Waffengattung einen dementsprechend großen Umfang hatte. Sie war in allererster Linie vom gegnerischen Feuer betroffen. Zudem waren die Soldaten der Infanterie üblicherweise weniger qualifiziert als Angehörige technischer Spezialtruppen und erschienen daher „entbehrlicher“.

## Wortherkunft
Insbesondere die Weiterentwicklung der Artillerie und ihr immer massiverer Einsatz führten bei Angriffen auf feindliche Stellung über offenes Gelände zu einer enormen Todesrate unter den ersten Angriffswellen. Ungefähr zu dieser Zeit kam im englischen Sprachraum die Wendung food for powder („(Schieß-)Pulverfutter“) auf, mit der auf zynische Weise Soldaten gemeint waren, die man in den sicheren Tod schickte. In der ersten Hälfte des 19. Jahrhunderts entstand aus dem englischen food for powder die deutsche Lehnübertragung „Kanonenfutter“.

## Geschichte vor 1800
In der Kriegführung kam es bereits seit Jahrhunderten zum gezielten Einsatz von schlecht ausgerüsteten und unerfahrenen Einheiten, die in einer ersten Angriffswelle die gegnerischen Truppen erschöpfen und deren Vorräte an Pfeilen und Bolzen verringern sollten, bevor die regulären Einheiten zum Angriff übergingen. Für diesen Zweck wurden oftmals Sträflinge, Sklaven oder Söldner eingesetzt. Bei der Belagerung von Konstantinopel im Jahre 1453 ließen die Osmanen zunächst meist schlecht bewaffnete, ausländische Söldner die Mauern der Stadt erstürmen, deren Bekämpfung lediglich an der Ausdauer der Belagerten zehren sollte. Im Englischen Bürgerkrieg kamen so genannte „Forlorn-Hope“-Kompanien zum Einsatz, die sich aus Freiwilligen zusammensetzten und mit äußerst gefährlichen Aufgaben betraut wurden. Sie lenkten gegnerisches Feuer auf sich, wodurch unter anderem Geschützpositionen verraten wurden. Außerdem sollten sie den Gegner dazu bringen, Minen vorzeitig zu sprengen. Die Forlorn-Hope-Einheiten lassen sich daher durchaus als „Kanonenfutter“ einstufen.
Obwohl bereits seit dem 14. Jahrhundert Kanonen verwendet wurden, kam der Begriff „Kanonenfutter“ erst dann auf, als die Industrialisierung auch die Kriegführung vollständig durchdrungen hatte. Die Kriegstaktik wurde den neuen waffentechnischen Gegebenheiten jedoch nur zögerlich angepasst. So wurde bei den Landsknechten im Dreißigjährigen Krieg der so genannte verlorene Haufen eingesetzt, der vor dem eigentlichen Verband kämpfte, um ihm eine Bresche zu schlagen oder den angreifenden Gegner aufzuhalten und in Unordnung zu bringen.

## Geschichte in der Moderne
Mit Einführung der Wehrpflicht, beginnend in Frankreich zur Wende zum 19. Jahrhundert, standen den Befehlshabern während der Napoleonischen Kriege große Zahlen oft wenig ausgebildeter Soldaten zur Verfügung, die zudem schnell und billig ersetzt werden konnten. Nach 1815 gab es zunächst eine längere Friedensperiode und eine Abkehr vom Massenheer. Mit der Weiterentwicklung der Waffentechnik infolge der immer rasanteren Industrialisierung und Innovation, angesichts eines enormen Bevölkerungswachstums und der Durchsetzung des Wehrpflichtsystems im letzten Drittel des 19. Jahrhunderts erhöhten sich die Verlustraten in Kriegen außerordentlich – eine Entwicklung, die bereits der Krimkrieg von 1854 bis 1856 und der Amerikanische Bürgerkrieg von 1861 bis 1865 deutlich ankündigten. In diesen Kriegen kamen zunächst ebenfalls Gefechtstaktiken zum Einsatz, die seit der napoleonischen Zeit kaum modifiziert worden waren.
In den Schlachten bei Fredericksburg, Chancellorsville, Antietam und besonders in der Schlacht von Gettysburg 1863 kam es immer wieder zu verlustreichen wie erfolglosen Angriffen von Linienformationen auf aus gedeckten Stellungen feuernde Gegner. Die angreifenden Infanterieformationen schossen dabei aus einer Entfernung von wenigen Dutzend Metern Salven ab, um die Verteidiger durch das konzentrierte Feuer aus ihren Stellungen zu drängen. Dieses Vorgehen, was seit dem Aufkommen von präzisen Gewehren mit gezogenem Lauf schwerste Verluste zur Folge hatte, gestaltete sich nur selten erfolgreich. Eine Ausnahme bildet hierbei die Schlacht bei Spotsylvania Court House, da hier durch den massierten Einsatz von Infanterie ein Einbruch in die ausgebauten Grabenstellungen erreicht werden konnte. Grundsätzlich muss man aber festhalten, dass die angreifenden Soldaten in ihren dichten Formationen immer ein leichtes Ziel für die Verteidiger darstellten. Dies spiegelt sich schließlich auch nach vier Jahren Bürgerkrieg in den Verlustzahlen wider, da ca. 600.000 Tote auf beiden Seiten zu beklagen waren.
Vor 1914 ließen Auseinandersetzungen wie – in kleinerem Maßstab – der Burenkrieg 1899–1902 und namentlich der Russisch-Japanische Krieg 1904/05 einige Rückschlüsse auf die weitere Entwicklung zu. Maßgeblich war dabei auch die Entwicklung des Maschinengewehrs durch Hiram Maxim.
Im Ersten Weltkrieg von 1914 bis 1918 erhielt der Begriff seine eigentliche Ausprägung. Besonders an der jahrelang nahezu unveränderten Westfront in Frankreich und Belgien waren gewaltige Mengen an Artillerie und Millionen von Soldaten in relativ begrenzten Räumen konzentriert. Ab 1915/16 bildete sich dort die Materialschlacht voll aus. Dies hatte zur Folge, dass Einheiten bereits auf dem Weg zur Front schwere Verluste durch Geschützfeuer erlitten. Treffend war der Begriff „Kanonenfutter“ für das Konzept der Abnutzungsschlacht. Dabei sollte der Gegner durch permanenten, massiven Einsatz von Kriegsgerät und Soldaten allmählich abgenutzt werden, wobei man davon ausging, dass die gegnerischen Verluste deutlich höher sein würden bzw. der Gegner sie schwerer ertragen könne als die eigene Seite. In diesem Zeichen standen Offensiven zwischen 1915 und 1917 etwa im Artois, bei Verdun, an der Ostfront, am Isonzo, an der Somme, Aisne und in Flandern. Meist waren die Verluste auf beiden Seiten annähernd gleich hoch, insgesamt verloren die Alliierten aber mehr Soldaten als die Mittelmächte. Allerdings war die personelle Überlegenheit der durch die USA zusätzlich gestärkten Entente 1918 für die Kriegsentscheidung ausschlaggebend, auch wenn sie für Frankreich einem Pyrrhussieg nahekam.
Für die Kämpfe an der deutschen Westfront ersannen die Soldaten Wortschöpfungen wie „Stahlbad“, „Blutpumpe“ und „Maas-Mühle“. Der Philosoph und Kriegsveteran Ernst Jünger gab seinen Kriegserinnerungen 1920 den Titel In Stahlgewittern.
Im Zweiten Weltkrieg wurde wieder verstärkt das Konzept der Strafkompanien aufgegriffen, bei denen es sich praktisch per Definition um „Kanonenfutter“ handelte. So setzte die sowjetische Rote Armee derartige Kompanien ein, die meist äußerst schlecht ausgerüstet waren und die deutsche Wehrmacht durch ihre aussichtslosen Angriffe dazu zwingen sollten, Munition zu verbrauchen. Auf deutscher Seite gab es vergleichbare Einheiten, wie etwa das Strafbataillon 999.
Auch im Ersten Golfkrieg (1980–1988) schickte die Militärführung des Iran gegen den Irak ungenügend ausgerüstete und ausgebildete Rekruten in den sicheren Tod, um allein durch die Masse der eigenen Angreifer die feindlichen Stellungen überrollen zu können. Allerdings ohne nachhaltigen Erfolg, wie es insbesondere in der Schlacht um Basra deutlich wurde.
Auch im Krieg in der Ukraine, der 2022 durch die Invasion Russlands begann, kann bisweilen beobachtet werden, wie russische Soldaten und kleine russische Einheiten eingesetzt werden, um durch sinnlose Angriffe ukrainische Stellungen aufzuklären.